# Micrutalis stipulipennis
Micrutalis stipulipennis är en insektsart som beskrevs av Buckton. Micrutalis stipulipennis ingår i släktet Micrutalis och familjen hornstritar. Inga underarter finns listade i Catalogue of Life.